# عمر محمود خلف
عمر محمود خلف (مواليد 26 يناير 1990 في الدبس، كركوك، العراق) هو لاعب كرة قدم عراقي كان يجيد اللعب في مركز المهاجم. سبق له اللعب لصالح نادي الغرافة في قطر.